# Ernst Hanfstaengl
Ernst Putzi Hanfstaengl (Múnich, Alemania; 2 de febrero de 1887-ibidem, 6 de noviembre de 1975) fue un periodista-editor, músico e hijo de un rico editor de arte alemán, Edgar Hanfstaengl, y madre estadounidense que tuvo una gran cercanía e influencia en la ascensión hacia el poder de Adolf Hitler durante la República de Weimar.

## Biografía
Hanfstaengl pasó la mayor parte de sus primeros años en Alemania y más tarde se trasladó a los Estados Unidos. Su madre era Katharine Heine Guillermina, hija de William Heine, un primo de John Sedgwick. Su padrino fue el duque Ernst II de Sajonia-Coburgo-Gotha. Tenía una hermana, Erna. Asistió a la Universidad Harvard y conoció a Walter Lippmann y John Reed. Talentoso pianista, compuso varias canciones para el equipo de fútbol de Harvard. Se graduó en 1909. 
Según la biografía de Hitler de John Tolland, Hanfstaengl era un hombre alto, de aspecto corpulento, carente de presencia y desgarbado con 1,9 m de altura. Su apodo, Putzi, fue una especie de broma, ya que significa "poco" o "bonito". 
Se trasladó a la ciudad de Nueva York y se hizo cargo de la gestión de la rama americana de los negocios de su padre, la editorial de Bellas Artes Franz Hanfstaengl. Todas las mañanas tocaba el piano en el Harvard Club de Nueva York, donde conoció a Franklin y Theodore Roosevelt. Entre su círculo de conocidos estaban el magnate de la prensa estadounidense William Randolph Hearst, la escritora Djuna Barnes y el actor Charles Chaplin. 
Tras el estallido de la Primera Guerra Mundial, pidió a la agregaduría militar alemana en Nueva York devolverlo a Alemania. Muy desconcertado por la propuesta, el agregado se negó y mantuvo a Hanfstaengl en los EE.UU durante la guerra. Después de 1917, la rama estadounidense de la empresa familiar fue confiscada como propiedad del enemigo. 
El 11 de febrero de 1920 se casó con Helene Elise Adelheid Niemeyer de Long Island. Su único hijo, Egon Ludwig, finalmente se enroló en el Ejército de los Estados Unidos. Su segunda hija, Hertha, murió a la edad de cinco años.

## Al servicio del nazismo
Tras volver a Alemania en 1922, vivió en su ciudad natal, Múnich, Baviera. La primera vez que oyó hablar de Hitler fue en una cervecería de Múnich. Un miembro de la Harvard Hasty Pudding Club, que trabajaba en la Embajada de EE. UU., pidió a Hanfstaengl que observara la escena política en Múnich. Justo antes de regresar a Berlín el agregado, el capitán Truman Smith, sugirió que fuera Hanfstaengl a un mitin nazi como un favor e informase de sus impresiones sobre Hitler. Hanfstaengl quedó tan fascinado por Hitler que pronto se convirtió en uno de sus más íntimos seguidores, aunque no entró formalmente al partido nazi hasta 1931. 

"Lo que Hitler fue capaz de hacer a una multitud en 2 horas y media no se repetirá nunca en 10.000 años"

Hanfstaengl quedó tan impresionado que, según él, - "Debido a su milagroso discurso, fue capaz de crear una rapsodia de histeria. Con el tiempo, se convirtió en el soldado desconocido de Alemania"-.
Hanfstaengl se presentó a Hitler después de la intervención y comenzó una estrecha relación de amistad y de asociación política que se prolongaría a través de los años 20 y principios de la década de 1930. Después de participar en el fallido golpe de Estado (Putsch de Múnich) de noviembre de 1923, Hanfstaengl brevemente huyó a Austria, mientras que el herido Hitler buscó refugio en la casa de Hanfstaengl en Uffing, a 57 km al sur de Múnich. La esposa de Hanfstaengl, Helene, al parecer, evitó que Hitler se suicidara cuando la policía llegó a detenerlo. 

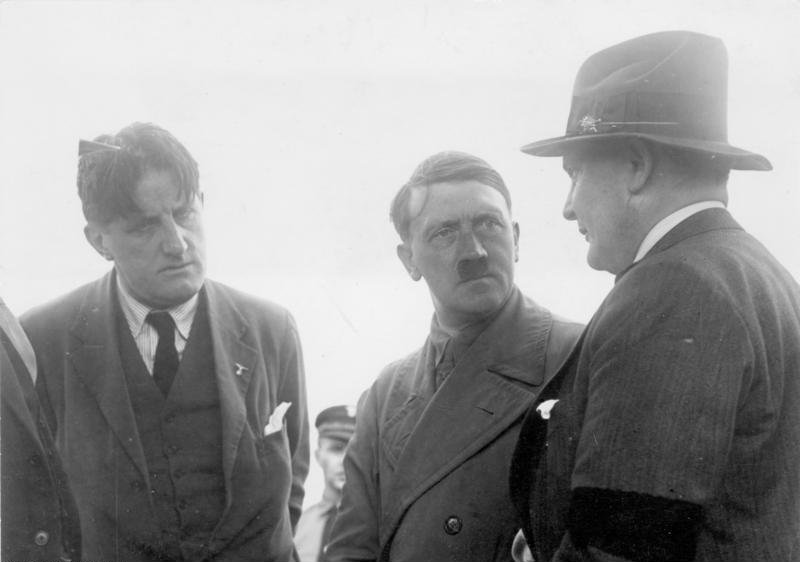
Ernst Hanfstaengl a la izquierda de la fotografía, junto a Hitler y Göring (21-06-1932)

Durante gran parte de la década de 1920, Hanfstaengl presentó a Hitler a la alta sociedad de Múnich y contribuyó a pulir su imagen actuando como una especie de asesor de imagen. 
También ayudó a financiar la publicación de Mein Kampf de Hitler, y el periódico oficial del NSDAP (Partido Nacionalsocialista Obrero Alemán), el Völkischer Beobachter. 
Hitler fue el padrino de Egon, hijo de Hanfstaengl. Hanfstaengl escribió la música tanto para la marcha de los camisas pardas como las marchas de las Juventudes de Hitler siguiendo la viva imagen de las canciones de fútbol de Harvard. Luego reivindicó e ideó el canto "Sieg Heil", muy  coreado en las grandes concentraciones nazis. 
Hanfstaengl tenía entre sus amigos durante este período a Hanns Heinz Ewers y compañeros del Partido Nacionalsocialista Obrero Alemán, como el periodista Kurt Ludecke. 

De buen dominio del inglés, con muchas conexiones con la alta sociedad, tanto en Inglaterra y Estados Unidos, se convirtió en jefe de la Oficina de Prensa Extranjera en Berlín. Aparte de esta posición oficial, la mayor parte de su influencia se debió a su amistad con Hitler, que gozaba escuchando a "Putzi" tocar el piano. Hanfstaengl más tarde afirmó que había alertado a Hitler y Hermann Göring sobre el incendio del Reichstag. Misma afirmación que fue corroborada por el fotógrafo personal de Adolf Hitler, Heinrich Hoffmann. En su libro <<Yo fuí amigo de Hitler>>, Hoffmann relata que la cena en la casa de Goebbels, la noche del incendio, en la cual el mismo canciller Adolf Hitler se encontraba presente, fue interrumpida por una llamada de Hanfstaengl alertando del incendio: 
El timbre del teléfono interrumpió aquella conversación fríviola. Goebbels se levantó para contestar; recuerdo aquella comunicación como si la hubiera oído ayer: 
-Sí, aquí Goebbels... ¿Quién está al aparato?... ¡Diga, Hanfstaengl! Qué sucede?... ¿Cómo? ¡no puedo creerlo! Un momento: se va a poner el Führer.
-Diga Hanfstaengl, ¿qué hay?... Bien, dígalo (Hitler parecía muy divertido). ¿De verdad? ¿Ve usted algo?... Quizá a bebido usted demasiado whisky... ¿Cómo? ¿Llamas desde su balcón?
Se volvió hacia nosotros:

-Hanfstaengl dice que el edificio del Reichstag está ardiendo... Lo asegura.
La presencia de Hanfstaengl en su 25.º reunión de la Universidad de Harvard en 1934 causó furor. Fue originalmente nombrado vicemariscal de su categoría, pero renunció a raíz de las denuncias de los exalumnos judíos y grupos de estudiantes antinazis. 
Su llegada a Nueva York fue recibida por 1.500 manifestantes y dos estudiantes fueron detenidos en Harvard después de encadenarse a bancos y perturbar el discurso con gritos de "Abajo Hanfstaengl" y "Abajo Hitler". Meses después de la reunión, el presidente de la Universidad de Harvard James Conant rechazó una donación de US$1000 de Hanfstaengl.
Mientras el NSDAP consolidaba su poder, surgieron varios conflictos de intereses entre Hanfstaengl y el nuevo Ministro de Propaganda Joseph Goebbels, ya que sus funciones se sobreponían y perdió no solo influencia, sino que se decepcionó profundamente de Hitler y del NSDAP. Hanfstaengl fue retirado del gobierno de Hitler en 1933. Helene y él se divorciaron en 1936 por motivos políticos. Hanfstaengl fue ignorado por Hitler después de haber sido denunciado por Unity Mitford, una amiga cercana de los Hanfstaengls y Hitler acerca de sus reales convicciones. 

### Deserción
En 1937, Hanfstaengl recibió órdenes de lanzarse en paracaídas en una zona en poder de los sublevados en la guerra civil española, para ayudar en las negociaciones. Mientras, a bordo del avión temía un complot contra su vida y supo más detalles sobre el piloto de la misión; finalmente éste le admitió que había recibido la orden de lanzarlo sobre territorio republicano, lo que habría significado una muerte casi segura. Hanfstaengl convenció al piloto de que le dejara escapar. 
Esta versión de la historia fue relatada por Albert Speer en sus memorias, que declaró que esta "misión" en España no era más que una elaborada broma imaginada por Hitler y Goebbels, diseñada para castigar a Hanfstaengl después de que el Führer se hubiera disgustado por sus "comentarios negativos acerca del espíritu combativo de los soldados alemanes" en la guerra civil española.
Hanfstaengl había recibido selladas órdenes de Hitler, que no se abrieron hasta que el avión se encontraba en vuelo. Estas órdenes detalladas eran que deberían dejarle caer en territorio español para trabajar como agente de Franco. El avión, según Albert Speer, estaba volando sobre Alemania y estaba desconcertando a Hanfstaengl con falsos informes de localización que daban la impresión de que estaba volando cerca de España. Después de la broma, el piloto declaró que tuvo que hacer un aterrizaje de emergencia y tomó tierra con seguridad en el  aeropuerto de Leipzig. Hanfstaengl estaba tan alarmado por el caso que poco después desertó. 
Se fue a Suiza y luego se mudó a Inglaterra, donde fue encarcelado como enemigo extranjero después del estallido de la Segunda Guerra Mundial. Más tarde fue trasladado a un campo de prisioneros en Canadá. En 1942, Hanfstaengl fue entregado a EE. UU. y a cambio de su libertad, trabajó para el presidente Roosvelt en el "Proyecto S", revelando información sobre aproximadamente cuatrocientos líderes nazis. 
Presentó 68 páginas de información sobre Hitler por sí solo, incluyendo los datos personales de la vida privada de Hitler, y ayudó al profesor Henry A. Murray, el director de la clínica psicológica de Harvard, y al psicoanalista Walter C. Langer y otros expertos para crear un informe para la OSS en 1943, denominado "Análisis de la personalidad de Adolf Hitler." 
En 1944, Hanfstaengl fue devuelto a los británicos, que le repatriaron a Alemania al final de la guerra sin sufrir nuevas detenciones. 
Hanfstaengl escribió Unheard witness (Testigo de primera mano) (1957) sobre sus experiencias. En 1974, Hanfstaengl asistió a su 65.º reunión de Harvard, donde fue galardonado con la banda de la Universidad de Harvard para los autores de diversas canciones de lucha en Harvard. Su relación con Hitler no fue mencionada.
Falleció en 1975, a la edad de 88 años, sin que su historia fuera del todo conocida en relación con Hitler.

## Retrospectiva
En 2004, su historia fue contada por el autor Peter Conradi en su libro "El pianista de Hitler. El ascenso y la caída de Ernst Hanfstaengl, confidente de Hitler, aliado de FDR". 
Hanfstaengl rara vez ha sido mencionado o retratado en dramatizaciones de la vida de Hitler o de la vida en la Alemania nazi. Fue, sin embargo, un importante personaje en la película de televisión de 2003 "Hitler: El reinado del mal" (en la que fue interpretado por Liev Schreiber), y en la novela histórica de ficción "La sobrina de Hitler" de Ron Hansen. También figura como personaje de la novela de Faye Kellerman "Directo en la oscuridad" producida en Múnich, en 1929.
En 1990 se estrenó la miniserie "Años de Pesadilla" en la que, entre otros avatares de la preguerra, se narra la peripecia de la falsa misión de Putzi en España, así como las circunstancias que le llevaron a caer en desgracia ante Goebbels y el Führer.